# آقا محمد أباد (هرازبي الجنوبي)
آقا محمد أباد (بالفارسية: آقامحمدآباد) هي قرية تقع في إيران في قسم هرازبي الجنوبی الريفي. يقدر عدد سكانها بـ 65 نسمة بحسب إحصاء 2016.